# Veneno (singolo)
Veneno è un singolo della cantante brasiliana Anitta, pubblicato il 9 novembre 2018 come estratto dal secondo EP Solo.

## Video musicale
Il video musicale, diretto da João Papa, è stato reso disponibile il 9 novembre 2018 in concomitanza con l'uscita dell'EP.

## Tracce
Testi e musiche di Larissa Machado, Camilo Echeverry, Eduardo Vargas e Marco E. Masis.
1. Veneno – 2:38

## Formazione
- Anitta – voce
- Tainy – produzione

## Classifiche

### Classifiche settimanali
| Classifica (2018) | Posizione massima |
| ----------------- | ----------------- |
| Argentina         | 96                |
| Portogallo        | 19                |

### Classifiche di fine anno
| Classifica (2018) | Posizione |
| ----------------- | --------- |
| Brasile           | 192       |
| Classifica (2019) | Posizione |
| Portogallo        | 146       |